# آئورا (ماهواره)
آئورا (انگلیسی: Aura) ماهواره علمی- پژوهشی چندملیتی ناسا است که در مدار زمین قرار گرفته و به بررسی لایه ازن، آلودگی هوا و اقلیم می‌پردازد. آئورا سومین ماهواره از سامانه دیده‌بانی زمین است که پس از ماهواره ماهواره ترا (پرتاب‌شده در ۱۹۹۹) و ماهواره آکوا (پرتاب‌شده در ۲۰۰۲)، در ۱۵ ژوئیه سال ۲۰۰۴ از پایگاه نیروی هوایی وندنبرگ توسط راکت دلتا ۲ به فضا پرتاب شد و مدار زمین قرار گرفت.
نام این ماهواره از واژه لاتین آئورا به معنی هاله گرفته شده است.
وزن ماهواره آئورا حدود ۱٫۷۶۵ کیلوگرم است. طول آن ۶٫۹ متر است که یک صفحه خورشیدی به طول تقریبی ۱۵ متر دارد.